# 陳美伶
陳美伶（1958年—），中華民國政治人物，生於花蓮市，現居台北市。為常任文官出身，1980年高考法制人員第一名及格進入法務部服務，歷任法務部法律事務司長、行政院法規委員會及訴願委員會主任委員、第一次蘇貞昌內閣行政院副秘書長、臺南市政府秘書長及林全內閣的行政院秘書長、賴清德內閣與第二次蘇貞昌內閣政務委員兼任國家發展委員會主任委員與行政院國家發展基金管理會召集人。現任台灣地方創生基金會董事長，並於中信金融管理學院擔任講座教授。
參與台灣法制工作，包括研修民法、制定政府資訊公開法、個人資料保護法、行政程序法、國家賠償法、刑法電腦犯罪、檔案法等。在文化、輔仁、世新等大學教授基礎法學相關課程，主要研究領域為民法、行政法。曾協助其老師戴東雄研擬「人工生殖法」中含代孕的草擬。在國發會主委任內主要推動方向有扶植新創產業、推動地方創生、引進外國專業人才、訂立開放資料國家標準以及與歐盟就GDPR（一般資料保護規則）適足性認定進行協商。

## 榮譽

### 中華民國勳章獎章
- 二等景星勳章（2017年9月15日於台北總統府頒授[5]）

## 爭議
- 2018年7月2日，面對時任立委黃國昌質詢如興弊案[6]，時任國發會主委陳美伶承諾召開臨時董事會組成專案小組調查，且如有發現如興隱瞞，會馬上移送檢調[7]。然而調查小組的主要成員，卻是如興公司內部主管[8]，且於後續2018年10月4日黃國昌再次質詢陳美伶如興弊案相關進度時[9]，陳美伶表示無法公布調查報告，僅能私下說明[10]。2019年7月26日，檢調發動搜索如興(由於金管會2018年8月將如興案函送台北地檢署)，如興股價下挫，國發基金帳面損失超過5億元，如興遭到搜索後第4天，國發會於29日才有相關回應[7]。國發基金2017年以每股18.6元，花了納稅人14.88億投資如興，政府出面背書，帶動眾多小股民跟著上車，成功幫助如興董事長陳仕修完成130億的募資，2022年7月1日如興收盤價為每股4.71元，國發基金於投資如興上的帳面虧損已超過10億。[11]
- 2022年初，有報導指出在陳美伶擔任國發會主委期間，多間與葉建漢有關的公司均有獲得國發會的補助，其中包含AeSA(亞太品牌商務加速器)、TeSA(台灣電子商務暨創業聯誼會)、VeSA(越南品牌商務加速器)與iDrip(艾聚普股份有限公司)，且相關活動陳美伶均有出席站台，疑有圖利特定業者之嫌。[12][13][14][15]
- 2022年7月，陳美伶捲入林智堅論文爭議，遭媒體指稱其於台大就讀期間受國發所教授陳明通指導[16]，後陳美伶發聲明駁斥[17]。